# Hermann Becker
Hermann Becker (Rostock, 13 aprile 1719 – Greifswald, 26 febbraio 1797) è stato un giurista tedesco.

## Biografia

Dissertatio inauguralis, 1757 (Fondazione Mansutti, Milano).

Becker studiò all'Università di Rostock, dove divenne professore di diritto canonico e poi Rettore dell'Università di Jena. Fu professore di Christian Behm, con cui discusse la Dissertatio inauguralis dedicata al contratto di assicurazione.